# یوتا ماجیما
یوتا ماجیما (انگلیسی: Yota Maejima؛ زادهٔ ۱۲ اوت ۱۹۹۷) بازیکن فوتبال اهل ژاپن است.